# Skarlet (Mortal Kombat)
Skarlet là một nữ nhân vật hư cấu trong sê-ri game đối kháng Mortal Kombat của hãng Midway Games và NetherRealm Studios. Cô xuất hiện lần đầu trong phần thứ chín (2011) với tư cách là một nhân vật có thể tải xuống. Sở hữu khả năng kiểm soát máu, cô chiến đấu cho hoàng đế giới Outworld, Shao Kahn.
Nhân vật thực tế đã được đồn xuất hiện từ phần Mortal Kombat II (1993). Skarlet nhận được nhiều ý kiến trái chiều, một số người nhận xét nhà phát hành chưa tạo cho nhân vật điểm nhấn riêng trong phong cách và lối đánh, mặc dù những đòn fatality của cô thường được coi là những đòn đánh bạo lực nhất trong game.

## Lịch sử
Skarlet được đồn xuất hiện từ phần Mortal Kombat II năm 1993, khi người chơi nhận ra nếu đổi màu trang phục của các nhân vật Kitana và Mileena thành màu đỏ thì game sẽ báo một lỗi kỹ thuật tên "Scarlet". Gần 20 năm sau tin đồn, nữ sát thủ này chính thức được ra mắt với tư cách là một nhân vật có thể tải xuống.
Khi lần đầu chính thức góp mặt trong phần MK9 (2011), cô được xây dựng là một chiến binh do Shao Kahn dùng ma thuật tạo ra từ máu của những binh lính đã chết. Mục đích chính của cô trong phần này là điều tra lý do Quan Chi tham gia giải đấu Mortal Kombat. Thân phận cô được tiết lộ thêm trong phần MK11 khi bản thân vốn là một đứa trẻ mồ côi nghèo khó được Shao Kahn nhận làm con nuôi và dạy những kỹ năng phép thuật liên quan tới máu, bao gồm khống chế, hút máu và nhận dạng chính xác danh tính kẻ đối diện bằng cách ngửi mùi máu. Vũ khí của cô gồm có kiếm kodachi và dao kunai.

## Đặc điểm
Phong cách và lối đánh của Skarlet chủ yếu xoay quanh hút máu. Cô dùng kodachi và kunai để đâm chém kẻ thù trong Mortal Kombat 11. Đòn "Blood Ball" (quả cầu máu) của cô có sức tấn công mạnh, nhưng một phần cũng có thể tổn hại chính bản thân.